# خوسيه باردو ذ باريدا
خوسيه باردو ذ باريدا (بالإسبانية: José Pardo y Barreda) (و. 1864 – 1947 م) هو سياسي، ودبلوماسي، ومحام من بيرو، بوليفيا ولد في ليما.
تولى منصب رئيس بيرو (1904-09-24–1908-09-24)، ورئيس بيرو (1915-08-18–1919-07-04) .

## التعليم
تعلم في جامعة سان ماركوس الوطنية.